# Урожайненська сільська рада
Урожа́йненська сільська́ ра́да — адміністративно-територіальна одиниця та орган місцевого самоврядування в Бериславському районі Херсонської області. Адміністративний центр — село Урожайне.

## Загальні відомості
- Населення ради: 610 осіб (станом на 2001 рік)

## Населені пункти
Сільській раді підпорядковані населені пункти:
- с. Урожайне

## Склад ради
Рада складається з 12 депутатів та голови.
- Голова ради: Москаленко Марія Павлівна
- Секретар ради: Коломоєць Олена Іванівна

### Керівний склад попередніх скликань
| Прізвище, ім'я, по батькові | Основні відомості                                                         | Дата обрання | Дата звільнення |
| --------------------------- | ------------------------------------------------------------------------- | ------------ | --------------- |
| Москаленко Марія Павлівна   | Сільський голова, 1951 року народження, освіта вища, член Народної партії | 26.03.2006   | 31.10.2010      |
| Москаленко Марія Павлівна   | Сільський голова, 1951 року народження, освіта вища, член Партії регіонів | 31.10.2010   |                 |

Примітка: таблиця складена за даними сайту Верховної Ради України

### Депутати
За результатами місцевих виборів 2010 року депутатами ради стали:

#### За суб'єктами висування
| Суб'єкт висування | Кількість обраних депутатів | %    |
| ----------------- | --------------------------- | ---- |
| Партія регіонів   | 7                           | 58,3 |
| Самовисування     | 5                           | 41,7 |

#### За округами
| № округу        | Прізвище, ім'я, по батькові    | Дата визнання обраним | Освіта  | Партійна приналежність                        | Відомості про обраного депутата                                    |
| --------------- | ------------------------------ | --------------------- | ------- | --------------------------------------------- | ------------------------------------------------------------------ |
| Партія регіонів |                                |                       |         |                                               |                                                                    |
| 1               | Абрамова Ірина Анатоліївна     | 01.11.2010            | середня | позапартійна                                  | Сільська бібліотека, завідувач                                     |
| 3               | Дембовська Тетяна Андріївна    | 01.11.2010            | середня | позапартійна                                  | Урожайненська загальноосвітня школа І-ІІІ ст., технічний працівник |
| 4               | Златник Сергій Федорович       | 01.11.2010            | середня | позапартійний                                 | пенсіонер                                                          |
| 8               | Поповіченко Андрій Миколайович | 01.11.2010            | середня | позапартійний                                 | тимчасово не працює                                                |
| 9               | Кичан Тетяна Анатолівна        | 01.11.2010            | середня | позапартійна                                  | Магазин ЧП «Вавілюк», продавець                                    |
| 10              | Данилко Олександр Васильович   | 01.11.2010            | середня | позапартійний                                 | Сільський будинок культури, директор                               |
| 12              | Лєкнін Олександр Євгенійович   | 01.11.2010            | середня | позапартійний                                 | тимчасово не працює                                                |
| Самовисування   |                                |                       |         |                                               |                                                                    |
| 2               | Виродова Віра Миколаївна       | 01.11.2010            | вища    | позапартійна                                  | тимчасово не працює                                                |
| 5               | Браженко Зоя Іванівна          | 01.11.2010            | середня | позапартійна                                  | пенсіонер                                                          |
| 6               | Коломоєць Олена Іванівна       | 01.11.2010            | вища    | позапартійна                                  | Урожайненська сільська рада, секретар                              |
| 7               | Надич Віктор Йосифович         | 01.11.2010            | середня | позапартійний                                 | тимчасово не працює                                                |
| 11              | Пінчук Василь Іванович         | 01.11.2010            | вища    | член Всеукраїнського об'єднання «Батьківщина» | тимчасово не працює                                                |